# Bitwa pod Schmidmühlen
Bitwa pod Schmidmühlen – starcie zbrojne pomiędzy wojskami cesarskimi i bawarskimi na południe od Ambergu, które miało miejsce 28 marca 1703 roku w trakcie hiszpańskiej wojny sukcesyjnej.
Wraz z początkiem wojny elektor bawarski Maksymilian II Emanuel opracował plan ofensywy przeciwko wojskom cesarskim. W lutym 1703 jego wojska zajęły m.in. Księstwo Palatynat-Neuburg oraz tereny w Górnym Palatynacie, dzięki czemu zyskał korzystną bazę wypadową do działań ofensywnych na ziemie zajętej przez wojska cesarskie Frankonii. 
W tym samym czasie armia cesarska dowodzona przez feldmarszałka Hermanna Styruma wkroczyła od zachodu do Bawarii, łącząc się po drodze z miejscowymi posiłkami frankońskimi. Połączonym wojskom udało się 8 marca 1703 pod Dietfurtem odeprzeć natarcie wojsk bawarskich i zająć twierdzę Neumarkt (17 marca). Kolejnym sukcesem było zajęcie palatynackiego Velburga (26 marca).
Powiadomiony o sukcesach wojsk cesarskich elektor bawarski na czele swych sił skierował się na południowy wschód od Pasawy, gdzie pobił siły przeciwnika dowodzone przez generała Schlicka. Po dotarciu w ten rejon wojsk  Styruma doszło wkrótce do decydującego starcia pod Schmidmühlen. Bitwa zakończyła się zwycięstwem sił elektora bawarskiego, sukces nie został jednak przez Maksymiliana wykorzystany, gdyż następnie wycofał on swe wojska do Bawarii, zamierzając bronić południowych jej granic. W tej sytuacji większą część ziem Górnego Palatynatu zajęły siły cesarskie. 